# Рамон Декерс
Рамон Декерс (4 септември 1969 – 27 февруари 2013), по прякор Диаманта и Турбината от ада, е нидерландски състезател по кикбокс и 8-кратен световен шампион по муай-тай.

## Биография

### Ранни години
Декерс е роден в Бреда, Северен Брабант. Той започва да се занимава с бойни изкуства на 12 години, като първо тренира джудо за пет месеца, а след година започва да се занимава с бокс. След това под ръководството на Кор Хемерс тренира муай-тай. Печели първата си титла на 18 години, след като побеждава на финала на нидерландското първенство на 15 ноември 1987.
Декерс активно започва да се занимава с бойни изкуства през 1986. Той посещава залата в Бреда, където за първи път става свидетел на тай бокс. Той започва да тренира във фитнеса в Бреда. Неговият инструктор във фитнеса става по късно и негов треньор. След около три месеца Кор казва на майка му че вижда в него един потенциално много добър боец. Тогава Декерс е на 16 и до този момент не е имал истински битки. Преди първият му мач по тай-бокс Хемерс говори с него и с майка му дали е съгласна той да се състезава. По време на обучението на Декерс Кор все повече се сближава с майка му и крайна сметка двамата се женят.

### Последен мач
В Неделя на 18 март 2001 Декерс се бие в последния си мач с Марино Дефлорин в Ротердам. Холадският Златен отбор привлича вниманието с този последен мач на цялата световна кикбокс общественост. По време на мача Декерс контролира нещата с типичния си агресивен и бърз стил. Битката приключва в четвъртия рунд като Дефлорин е нокаутиран с ляво кроше. След мача Декер е приет в холандския Златен отбор. Членовете на екипа на Декерс застават в средата на ринга, а Роб Камън слиза по рампата със златна факла в ръка която дава на Декерс, който я предава и на останалите членове на отбора си, в това време на екрана се показват видеоклипове с неговите най-големи победи.

### Завръщане
След отказването си Декерс е зает да тренира Отбор Декерс и Златния отбор. През 2005 той изненадва целия свят като подписва договор с К-1. Той обаче се води по правилата на ММА, а Декерс никога не практикува този вид борба. Това води до загубата му от Генки Судо.
Въпреки това мениджърът му Бас Буун организира още няколко мачове в К-1. Декерс се бие с Дуайн Лудвиг в Супербоевете на К-1 Максфайт през 2005.
Няколко дни преди мача холандеца разтяга сухожилие на дясното си рамо. През целия мач той се бие само с лявата си ръка и не може да използва известните си боксови комбинации. Въпреки това успява да спечели мача със съдийско решение.
Неговият последен мач е с Джоуи Мес в К-1 World Grand Prix 2006 в Амстердам на 13 май 2006. След много тежък втори рунд със съдийско решение Декер печели мача. Веднага след него той взима микрофона и обявява своето окончателно пенсиониране.

### Смърт
Декерс умира на 27 февруари 2013 г. в Бреда, Нидерландия, на 43 години.

## Титли
- Dutch Featherweight Champion
- MTBN European Featherweight Champion
- NKBB European Super featherweight Champion
- IMTA World Lightweight Champion
- IMTF World Super lightweight Champion
- IMF World Light welterweight Champion
- WPKL World Welterweight Champion
- WPKL World Super welterweight Champion
- WPKF World Middleweight Champion
- WPKL World Middleweight Champion